# Antriebsstrang

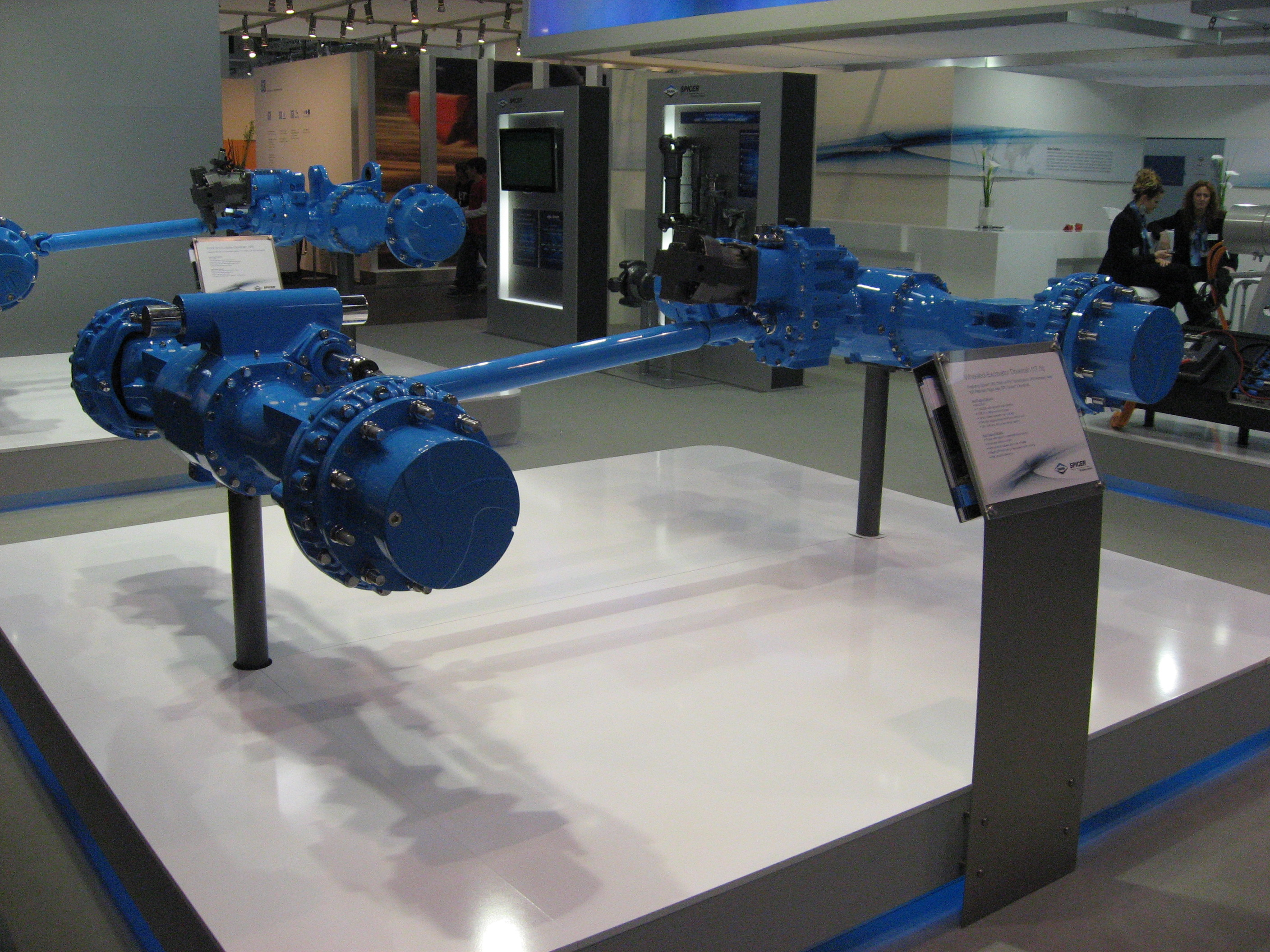
Antriebsstrang einer Baumaschine

Unter dem Antriebsstrang eines Fahrzeuges werden in der Kraftfahrzeugtechnik alle Bauteile verstanden, die im Fahrzeug die Leistung für den Antrieb erzeugen und bis auf die Fahrbahn oder den Erdboden übertragen.

## Antriebsstrang bei Fahrzeugen ausschließlich mit Verbrennungsmotor
Beim konventionellen Antriebsstrang mit Verbrennungsmotor zählen dazu der Motor mit dem Schwungrad (ggf. als Zweimassenschwungrad), die Kupplung mit dem Fahrzeuggetriebe, bei mehrspurigen Fahrzeugen das Differential, die Antriebswellen oder Steckachsen sowie die Räder. Bei einem mehrspurigen allradgetriebenen Fahrzeug kommen noch zusätzliche Gelenkwellen oder Kardanwellen, die Viscokupplung, das eventuelle Untersetzungsgetriebe, das Kreuzgelenk oder die Gelenkscheibe, das Mittellager und ggf. Mittendifferential(e) hinzu.

## Elektrifizierung des Antriebsstranges
In jüngerer Zeit wird in der Automobilentwicklung darauf hingearbeitet, den Antriebsstrang zu elektrifizieren. Man versteht darunter, neben dem konventionellen Verbrennungsmotor elektrische Motoren in den Antriebsstrang einzubauen, die in bestimmten Situationen die Aufgabe des Fahrzeugantriebs übernehmen. Sind beide Antriebskomponenten im Fahrzeug eingebaut, spricht man von einem Hybridfahrzeug.
Seit Langem verbreitet ist hingegen der dieselelektrische Antrieb, bei dem keine mechanische Verbindung zwischen Verbrennungsmotor und elektrischem Antriebsmotor besteht.
Ein Elektrofahrzeug hat keinen Verbrennungsmotor, der Antriebsstrang reduziert sich stark, da wesentliche Teile wie etwa Schwungrad, die Kupplung und das Schaltgetriebe entfallen können.

## Radnabenmotor
Die Bauform des Radnabenmotors braucht keine zusätzlichen Bauteile. Es existieren sowohl Ausführungen als Verbrennungs- wie auch Elektromotor.